# Escuela Nacional del Deporte
La Institución Universitaria Escuela Nacional del Deporte (END), es una institución pública de educación superior especializada en la capacitación en deporte, fundada el 21 de diciembre de 1984 por Coldeportes en la ciudad de Cali, Colombia. Se encuentra sujeta a inspección y vigilancia por medio de la Ley 1740 de 2014 y la Ley 30 de 1992 del Ministerio de Educación Nacional.

## Historia

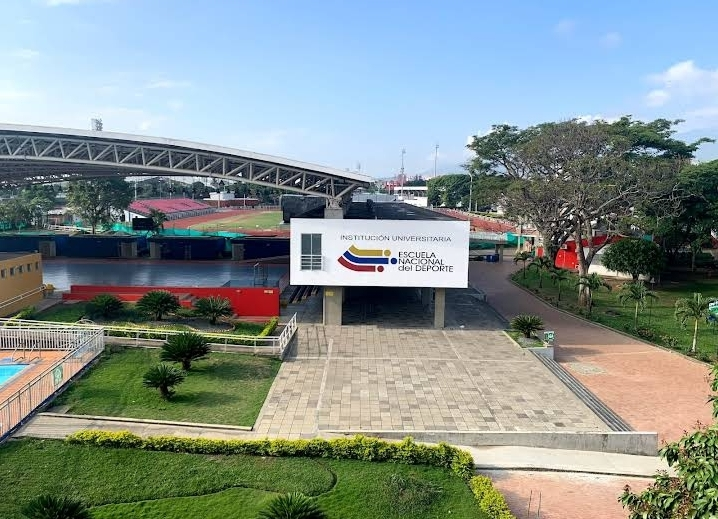
Coliseo Mundialista Ivan Vassilev Todorov en la Institución Universitaria Escuela Nacional del Deporte.

La Institución Universitaria Escuela Nacional del Deporte (IU END) se encuentra en la Unidad Deportiva José J. Clark, complejo de escenarios deportivos y administrativos construido para la realización de los Juegos Panamericanos de 1971 Cali, departamento del Valle del Cauca, Colombia.
La END fue creada como un instituto de capacitación deportiva por parte de Coldeportes (actual Ministerio del Deporte), para la cualificación de los entrenadores deportivos mediante cursos y seminarios. A partir de 1972, los programas de capacitación se intensifican llevando a la creación en 1984 de la Escuela Nacional del Deporte como institución de educación superior a nivel tecnológico. También en la década de los años 80 y como consecuencia del desarrollo del programa de Tecnología Deportiva nace la Práctica Integral, que consistía en el ejercicio formativo de un deporte. Para esto fueron aprovechadas las estructuras existentes de las Escuelas de Formación Deportiva. Surge a su vez la primera selección deportiva de estudiantes de la Institución. En 1994 la END es acreditaba como institución universitaria, y la creación del programa de Profesional en Deporte y Actividad Física.
El 25 de junio de 2003, mediante el Decreto 1746, Artículo 24, se adscribe Coldeportes al Ministerio de Cultura y mediante el Parágrafo 1° del mismo, se reasigna al Ministerio de Educación Nacional las funciones de dirigir las actividades de la Institución Universitaria Escuela Nacional del Deporte, ejercer el control de gestión pertinente y ordenar el gasto de la misma, en consecuencia, se adscribe a la Escuela Nacional del Deporte como Unidad Especial del Ministerio de Educación Nacional sin personería jurídica, con autonomía administrativa y con el patrimonio establecido en el Decreto 3115 de 1984. Este cambio del ente regente y regulador, le exigió a la Institución replantear su estructura orgánica y el desarrollo de sus procesos administrativos y académicos.
Actualmente la Escuela Nacional del Deporte como Institución Universitaria o de Educación Superior, está adscrita a la Secretaría de Educación Municipal de Santiago de Cali, de conformidad con los procesos de descentralización de la educación.
Respondiendo a su compromiso con la sociedad, la END interactúa con las comunidades, promueve la reflexión continua sobre problemáticas del entorno, fortalece mecanismos de intervención social y participa en la construcción de soluciones pertinentes, que validen su quehacer institucional.
En el año 2021, se le otorgó a la institución por parte del Ministerio de Educación Nacional la Acreditación de Alta Calidad para los programas de Deporte y  Fisioterapia por un término de seis años.

## Campus

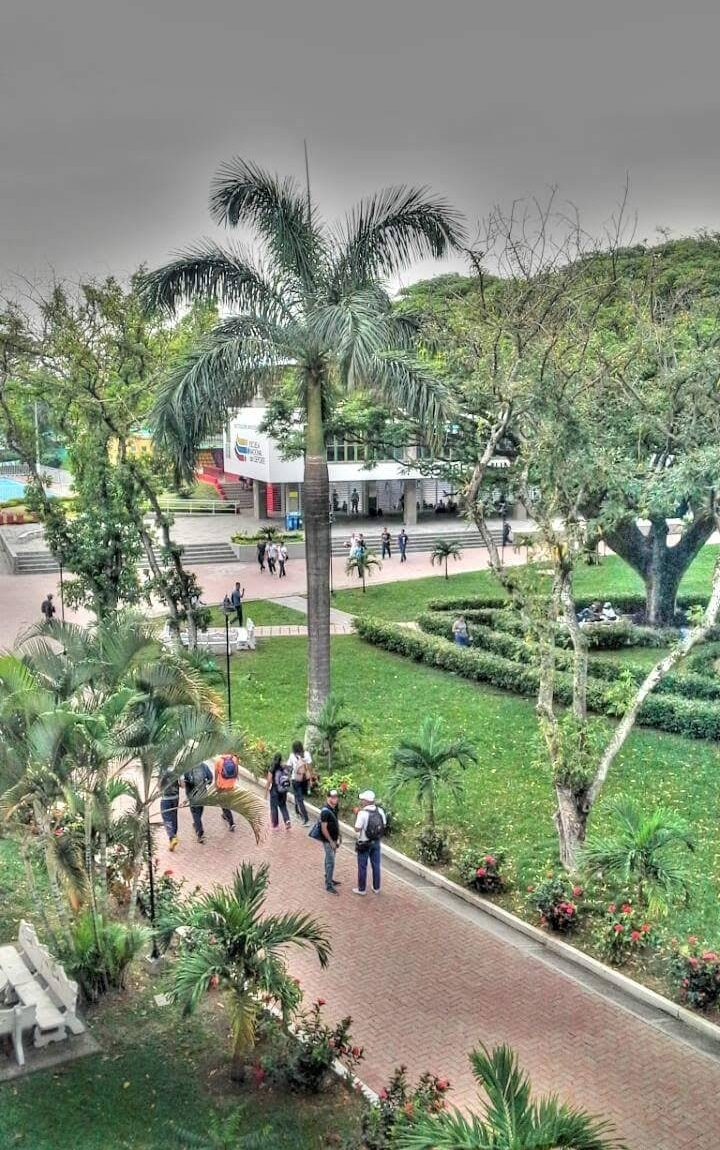
Campus de la Institución Universitaria Escuela Nacional del Deporte.

La END cuenta con un Campus en la ciudad de Cali con una extensión de 16215.2 metros cuadrados, de los cuales 7950 poseen los espacios construidos para la realización de las actividades académicas, administrativas y deportivas. La escuela cuenta con múltiples escenarios deportivos para la práctica de Baloncesto, Fútbol, Voleibol y Natación. Sumado a lo anterior, al ubicarse junto a la Unidad Deportiva Jaime Aparicio la escuela cuenta con acceso a todas sus instalaciones deportivas.

## Facultades
La Escuela Nacional del Deporte cuenta actualmente con tres facultades:
- Facultad de Ciencias de la Educación y del Deporte

- Pregrado: Profesional en Deporte, Tecnología en Deporte.
- Posgrado: Especialización en Teoría y Metodología del Entrenamiento Deportivo, Especialización en Periodismo Deportivo.
- Facultad de Salud y Rehabilitación

- Pregrado: Fisioterapia, Terapia Ocupacional, Nutrición y Dietética.
- Posgrado: Especialización en Actividad Física, Especialización en Neurorehabilitación, Especialización en Fisioterapia del Deporte.
- Facultad de Ciencias Económicas y de la Administración

- Pregrado: Administración de Empresas, Tecnología en Gestión Deportiva, Mercadeo y Negocios Internacionales.
- Posgrado: Especialización en Dirección y Gestión Deportiva, Especialización en Mercadeo Deportivo.